# Gerald Wilkins
Pour les articles homonymes, voir Wilkins.
Gerald Wilkins, né le 9 novembre 1963 à Atlanta en Géorgie, est un ancien joueur américain de basket-ball.

## Biographie
Frère de Dominique Wilkins et père de l'ancien joueur des Pacers de l'Indiana Damien Wilkins, il a joué avec les Knicks de New York entre 1986 et 1992. Il est ensuite recruté par les Cavaliers de Cleveland où il évolue durant deux saisons, avant d'être sélectionné par les Grizzlies de Vancouver lors du repêchage d'expansion en 1995. Il évolue une année au Canada avant de s'engager avec le Magic d'Orlando où il finit sa carrière. Lors de sa dernière saison dans la NBA, en 1999, il fait équipe avec son frère Dominique.